# Меморіальний комплекс пам'яті жерт Голодомору в Україні
«Меморіа́льний ко́мплекс па́м'яті же́ртв Голодомо́ру в Украї́ні» — це єдиний архітектурний ансамбль, збудований у Києві для висвітлення геноциду українського народу 1932-33 років.

## Загальні відомості про комплекс
Меморіальний комплекс складається з 2-х черг будівництва. І черга комплексу -«Свіча Пам'яті», була запроєктована та побудована у 2008 році. ІІ черга — Національний музей «Меморіал жертв Голодомору», почала реалізовуватися в 2017 році. Після завершення будівництва комплекс стане найбільшою пам'яткою Голодомору у світі.

## Ідея
Перший подібний музей, що буде комплексно розповідати про Голодомор, має збільшити обізнаність про геноцид українського народу, особливо серед молоді та іноземців. Планується заснування центру вивчення Голодомору.

## Мета
Увінчання та вшанування пам'яті жертв голодомору, проведення наукових досліджень, пов'язаних з Голодомором, як злочином геноциду, висвітлення його причин і наслідків, поширення об'єктивної інформації про нього серед громадян України та світової громадськості.

## Свіча Пам'яті

Свіча пам'яті

«Свіча́ Па́м'яті» — центральний елемент Меморіального комплексу пам'яті жертв голодоморів в Україні, м. Київ, вул. Івана Мазепи, 15-А.
Свіча Пам'яті — це 32-х метрова бетонна каплиця, виконана у формі білої свічки з позолоченим ажурним полум'ям. Грані свічки прикрашені орнаментом з віконець, що нагадують українську вишивку. Ці висічені хрестики-віконці символізують душі українців, що загинули від Голоду.

### Загальні відомості
Автори проєкту — автор ідеї та член авторського колективу Народний художник України Анатолій Гайдамака спільно з українським архітектурним бюро «Проектні системи ЛТД».
Відкриття меморіального знаку «Свіча Пам'яті» у парку Слави відбулося 22 листопада 2008 року до 75-х роковин Голодомору-геноциду українського народу.

## Національний музей «Меморіал жертв Голодомору»
«Меморіа́л же́ртв Голодомо́ру» — це основна музейна частина Національного музею Голодомору-геноциду.

### Загальні відомості
- Площа будівлі музею становитиме 14 тис. м2.
- Розташований на території охоронної (буферної) зони Список об'єктів Світової спадщини ЮНЕСКО архітектурного ансамблю Києво-Печерської Лаври по вулиці Лаврська 3, у Печерському районі м. Києва.
- Ескізний проєкт українського архітектурного бюро «Проектні системи ЛТД» спільно з Народним художником України Анатолієм Гайдамакою був представлений на архітектурно-містобудівній раді м. Києва, отримав позитивний висновок державної експертизи та схвалений Розпорядженнями Кабінету Міністрів України № 866 від 6 грудня 2017року  [Архівовано 14 лютого 2022 у Wayback Machine.] та № 1095-р від 12 листопада 2008року.

### Архітектурний задум
Музей вписано у ландшафт. З музею відкриватимуться два види. Перший: на «Сходи пам'яті» та «Свічу пам'яті», як символи пам'яті українського народу про Голодомор, який дозволить поєднати меморіали у єдиний культурний ансамбль. Другий — краєвид лівого берега Дніпра, що має уособлити «нову Україну». Виражена вісь, що проходить від «Свічі Пам'яті», по «Сходах Пам'яті», через будівлю музею, по пішохідному містку-алеї до Дніпровського узвозу, де розташовано оглядовий майданчик. Меморіальною частиною комплексу виступає «Свіча пам‘яті», яка є основною архітектурною домінантою та вертикальним акцентом меморіального комплексу.